# Wspólnota administracyjna Steinkirchen
Wspólnota administracyjna Steinkirchen – wspólnota administracyjna (niem. Verwaltungsgemeinschaft) w Niemczech, w kraju związkowym Bawaria, w rejencji Górna Bawaria, w regionie Monachium, w powiecie Erding. Siedziba wspólnoty znajduje się w miejscowości Steinkirchen. Przedstawicielem jej jest Ursula Eibl. Powstała 1 maja 1978 w wyniku reformy administracyjnej.
Wspólnota administracyjna zrzesza cztery gminy wiejskie (Gemeinde): 
- Hohenpolding, 1 471 mieszkańców, 27,42 km²
- Inning am Holz, 1 443 mieszkańców, 11,83 km²
- Kirchberg, 922 mieszkańców, 17,09 km²
- Steinkirchen, 1 139 mieszkańców, 18,08 km²